# Polaris (Stratovarius-album)
A Polaris a Stratovarius nevű finn power metal együttes 13. nagylemeze.
2009. májusában került a piacra, az együttes korábbi zeneszerzőjének, Timo Tolkkinak a kiválását, és az új gitáros, Matiuas Kupiainen csatlakozását követően. A stúdiómunkálatok 2008. őszén egy hästholmeni, illetve egy helsinkii stúdióban folytak. A Strato zenei világában jól hallhatóan óriási változás következett be, ami nem meglepő, tekintve, hogy korábban minden dalt Tolkki írt. Az új lemezen Kupiainen az első, Johansson a 3., 4. és 5., Porra a 2., 6., 9., 10., 11., míg Kotipelto és Kupiainen közösen a 7. és a 8. számot szerezte. Mindezek hatására egy igen változatos, a korábbiakhoz képest sokkal progresszívebb, neoklasszikus szólókkal tarkított album született. A kritikusok többsége pozitívan értékelte az albumot, kiemelve, hogy Kupiainen gitártudása, és zeneszerzési képessége pozitív irányba mozdította el az együttest, illetve megjegyezve, hogy a jövőben nagyobb mozgásteret is kaphatna az új gitáros a dalszerzés terén.
Az albumnak magyar vonatkozása is van, ugyanis a borítótervet Havancsák Gyula készítette.

## A lemez tartalma
- 1. Deep Unknown – 4:28
- 2. Falling Star – 4:33
- 3. King of Nothing – 6:43
- 4. Blind – 5:28
- 5. Winter Skies – 5:50
- 6. Forever is Today – 4:40
- 7. Higher We Go – 3:47
- 8. Somehow Precious – 5:37
- 9. Emancipation Suite Part I: Dusk – 6:57
- 10. Emancipation Suite Part II: Dawn – 3:40
- 11. When Mountains Fall – 3:12

### Bónusz számok
- Deep Unknown – Mikko Raita Vinyl Mix (Limitált digipack kiadás) – 4:45
- Second Sight (Japán)

## A zenekar felállása
- Timo Kotipelto (ének)
- Matias Kupiainen (gitár)
- Lauri Porra (basszusgitár)
- Jens Johansson (billentyűk)
- Jörg Michael (dobok)